# Sérgio Porto
Sérgio Porto, (Rio de Janeiro, 1923. január 11. – Rio de Janeiro, 1968. szeptember 30.) brazíl rovatvezető újságíró, író, zeneszerző. Újságíróként: Stanislaw Ponte Preta.

## Pályafutása
Újságírói pályafutását az 1940-es évek végén kezdte. Olyan kiadványoknak írt, mint a „Sombra” és a „Manchete” magazinok, valamint az „Última Hora”, a „Tribuna da Imprensa” és a „Diário Carioca” nevű lapok. Ugyanebben az időszakban a „Tomás Santa Rosában” és több újságban is szerepelt illusztrátorként. Ekkor született meg Stanislaw Ponte Preta karakter, szatirikus és kritikai írások.
Porto zenei kiadványokban is közreműködött, és zenei műsorokat írt éjszakai klubok számára, valamint megkomponálta a „Samba do Crioulo Doido” című dalt egy revüszínház számára.
Szervezője és producere volt az „As Certinhas do Lalau" elnevezésű  szépségversenynek, a FEBEAPÁ-nonszensz fesztiválnak. Bohém volt, csodálatra méltó humorral. Komoly embernek látszó külseje sajátos értelmiségit rejtett. Maró tréfát űzött a katonai diktatúra és a társadalmi álságos moralizmus ellen. A FEBEAPÁ – az országot pusztító marhaságok fesztiválja az egyik legjelentősebb alkotása.
Porto 1968-ban halt meg, a diktatúra idején, − amely egyebek mellett − bevezette a cenzúrát is a brazil sajtóban.
Porto emlékére újságírók és értelmiségiek egy csoportja 1969-ben megalapította az „O Pasquim” című hetilapot.

### Stanislaw Ponte Preta álnéven
- Tia Zulmira e Eu (1961)
- Primo Altamirando e Elas (1962)
- Rosamundo e os Outros (1963)
- Garoto Linha Dura (1964)
- FEBEAPÁ1 (Primeiro Festival de Besteira que Assola o País) (1966)
- FEBEAPÁ2 (Segundo Festival de Besteira que Assola o Pais) (1967)
- Na Terra do Crioulo Doido (1968)
- FEBEAPÁ3 (1968)
- A Máquina de Fazer Doido (1968)
- Gol de Padre

#### Saját neve alatt négy művet jelentetett meg:
- Pequena História do Jazz (1953)
- O Homem ao Lado (1958)
- A Casa Demolida (1963)
- As Cariocas (1967)

## Filmek
- https://www.imdb.com/name/nm1061632/